# Kościół św. Antoniego Padewskiego w Prześlicach
Kościół pw. św. Antoniego Padewskiego w Prześlicach – katolicki kościół filialny znajdujący się w Prześlicach (powiat sulęciński). Należy do parafii Podwyższenia Krzyża Świętego w Torzymiu. 

## Historia
Zabytkową świątynię zbudowano w 1854 dla lokalnej społeczności protestanckiej. Do rejestru zabytków wpisana została 27 marca 1961. Kościołowi towarzyszy drewniana dzwonnica z XVIII wieku, która do rejestru zabytków wpisana została 2 stycznia 1987 pod numerem 3230.